# Мишковски окръг
Мишковски окръг (на полски: Powiat myszkowski) е окръг в Силезко войводство, Южна Полша. Заема площ от 479,25 km2. Административен център е град Мишков.

## География
Окръгът се намира в историческата област Малополша. Разположен е в североизточната част на войводството.

## Население
Населението на окръга възлиза на 72 072 души (2012 г.). Гъстотата е 150 души/km2.

## Административно деление
Административно окръгът е разделен на 5 общини.
Градска община:
- Мишков

Градско-селски общини:
- Община Кожеглови
- Община Жарки

Селски общини:
- Община Негова
- Община Порай

## Фотогалерия
- Мишков
- Кожеглови
- Жарки